# Jorge Montero (piragüista)
Jorge Montero es un deportista cubano que compitió en piragüismo en la modalidad de aguas tranquilas. Ganó tres medallas en los Juegos Panamericanos de 1987.

## Palmarés internacional
| Juegos Panamericanos | Juegos Panamericanos          | Juegos Panamericanos | Juegos Panamericanos |
| Año                  | Lugar                         | Medalla              | Competición          |
| -------------------- | ----------------------------- | -------------------- | -------------------- |
| 1987                 | Indianápolis (Estados Unidos) | Medalla de oro       | C2 500 m             |
| 1987                 | Indianápolis (Estados Unidos) | Medalla de bronce    | C1 500 m             |
| 1987                 | Indianápolis (Estados Unidos) | Medalla de bronce    | C2 1000 m            |